# السياحة في طهران
طهران هي عاصمة إيران، ومركز محافظة طهران، وأكبر مدن إيران ومن أكثر مدن المنطقة اكتظاظا بالسكان، وهي المركز الثقافي والاقتصادي والسياسي للبلاد، وتعتبر العاصمة الثانية والثلاثون لإيران بعد أن انتقلت إليها من مدينة شيراز.

## أهم معالم طهران
| برج آزادي هو أحد معالم مدينة طهران يعتبر برج آزادي والذي يتوسط ميدان آزادي وهو أكبر ميادين طهران وإيران، المعلم الأهم للمدينة ورمزاً لهذه المدينة.                                               |
| ملعب آزادي هو من أهم معالم مدينة طهران ويعتبر أكبر متشأة رياضية في إيران تم بناء الملعب سنة 1971م يتسع الملعب لأكثر من 95.000 مشاهد.                                                            |
| مطار مهرآباد الدولي هو ثاني أهم مطار في العاصمة الإيرانية طهران كان المطار الرئيسي للمدينة قبل أن يتم تأسيس مطار الإمام الخميني الدولي.                                                         |
| بازار طهران الكبير هو أحد معالم مدينة طهران ومن أشهر وأقدم الأسواق في العالم يقع في ساحة الأرجنتين وسط مدينة طهران يحتوي على 10 مداخل.                                                          |
| برج الميلاد هو أطول برج في إيران يبلغ ارتفاع البرج 435 متر مربع وتم أفتتاح البرج في عام 2008 يستخدم لمهام عديدة منها تحسين خدمة الأنترنيت الأتصالات وكذلك يحتوي البرج على مطاعم وفندق خمس نجوم. |

كما تضم المدينة العديد من القصور والتي بني معظمها في عهد القاجار وفي عهد الدولة البهلوية، ومن أهم هذه القصور، قصر نياوران وقصر كوشك أحمد شاهي وقصر صاحبقرانيه وقصر (گلستان)(يلفظ الحرف گ كالجيم في اللهجة المصرية) وقصر المرمر وغيرها.

## معرض الصور

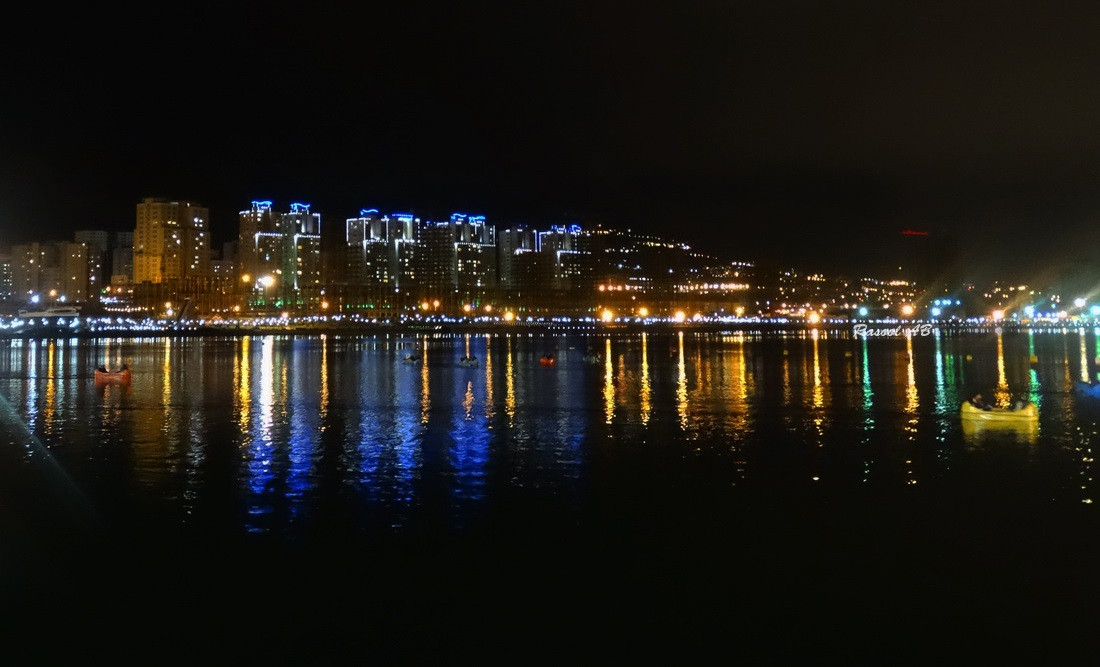
جیتغر البحيرة
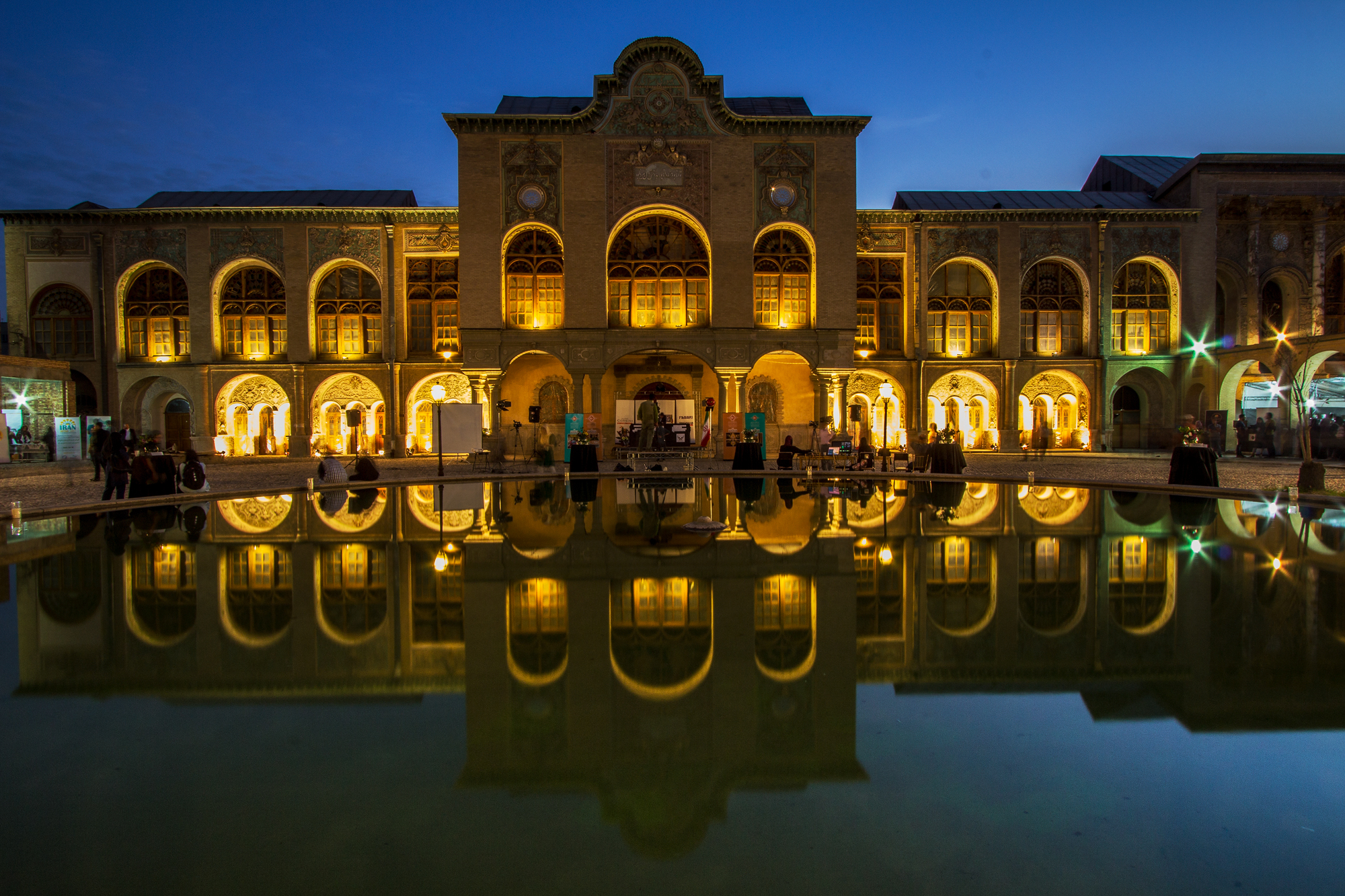
عمارت مسعودية
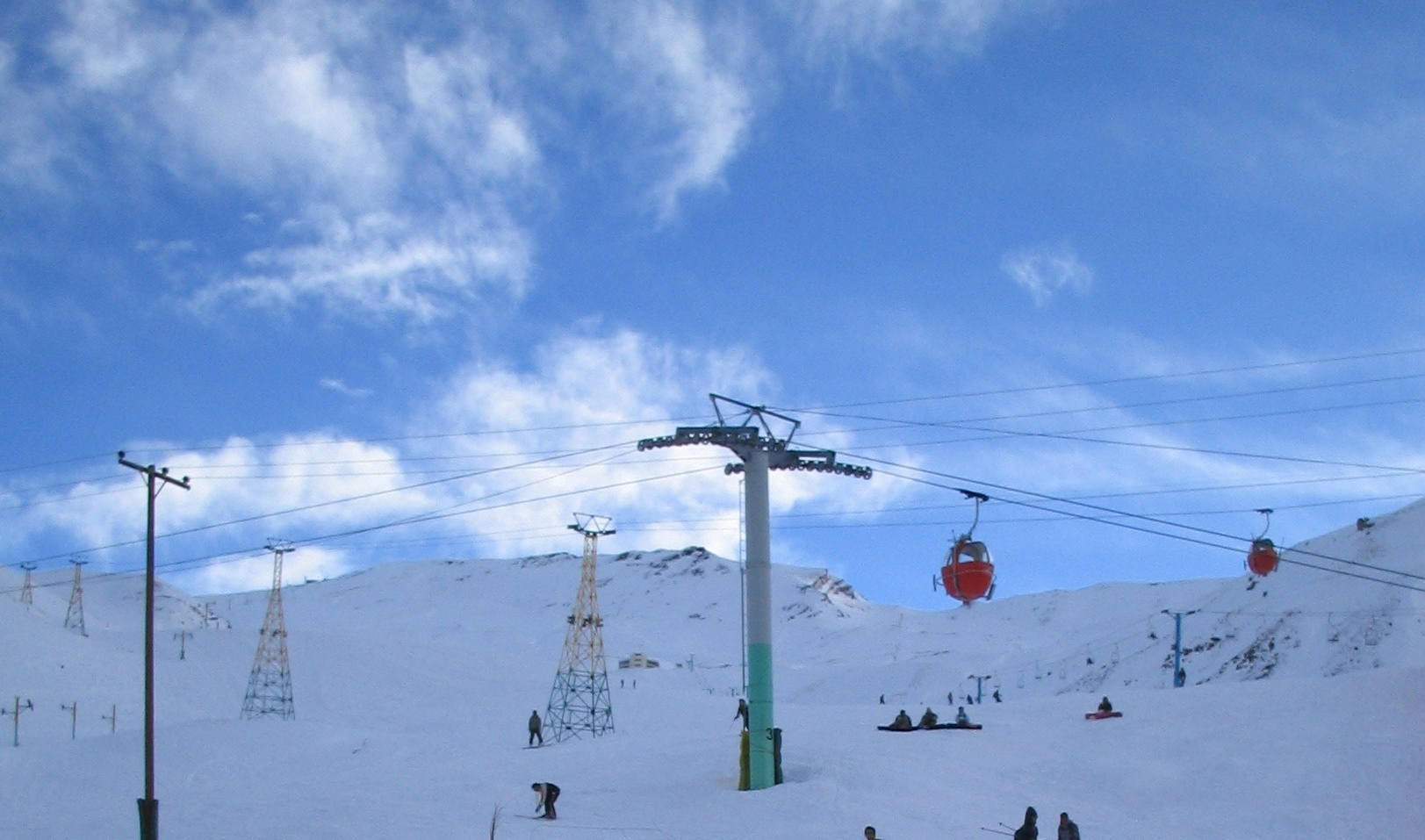
ديزين منتجع التزلج
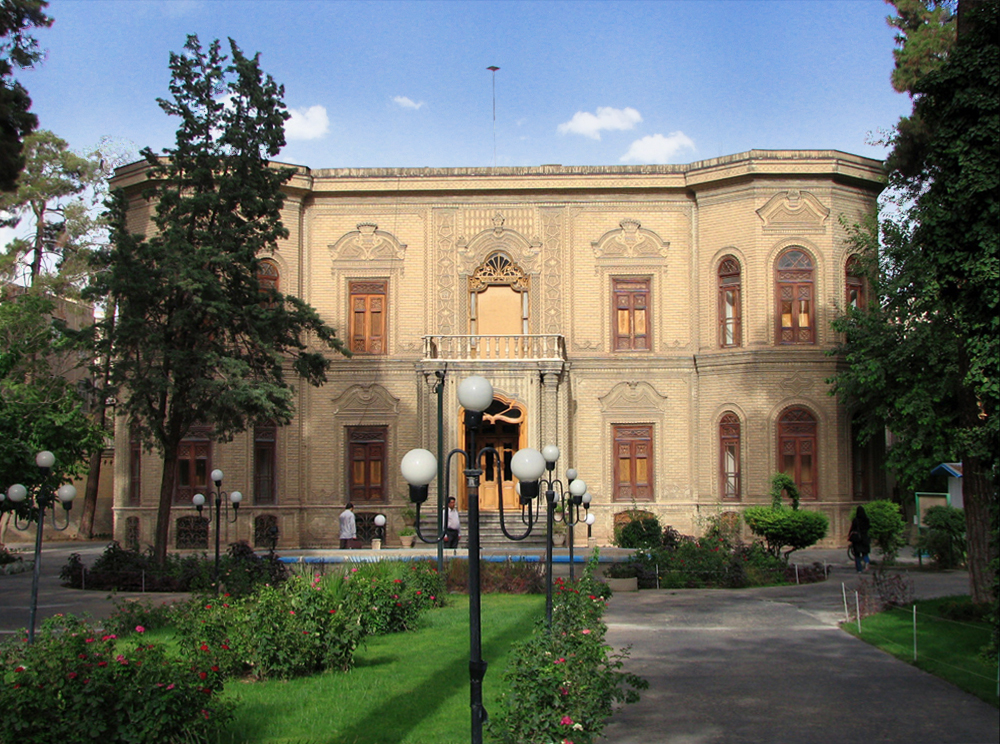
آبغینة

## مواضيع ذات صلة
- برج الميلاد
- منتجع توجال
- برج آزادي